# Polydora concharum
Polydora concharum är en ringmaskart som beskrevs av Addison Emery Verrill 1879. Polydora concharum ingår i släktet Polydora och familjen Spionidae. Inga underarter finns listade i Catalogue of Life.